# 一関市立一関小学校
一関市立一関小学校（いちのせきしりつ いちのせきしょうがっこう）は、岩手県一関市字鳴神にある公立小学校。略称は関小（かんしょう）。

## 沿革
- 1873年（明治6年）7月1日 - 田村藩校「教成館」を譲り受け、一関村立一関小学校として開校[3][4]。
- 明治時代 -「一関尋常小学校」に改称[5]。
- 1889年（明治22年）- 町村制施行に伴い、所在地が一関町となり「一関町立」に改称。
- 1901年（明治34年）7月1日 - 一関市広街45番地（現：一関文化センター）に新校舎を落成[3]。
- 明治時代 -「一関尋常高等小学校」に改称[5]。
- 1910年（明治43年）4月14日 - 文部大臣表彰と田村神社1,100年を記念し、校章を制定[3]。
- 1935年（昭和10年）9月29日 - 大船渡線開通記念式典を挙行[6]。
- 1937年（昭和12年）8月 - 校歌（作詞：武島繁太郎、作曲：下総皖一、校閲：北原白秋）を制定[3]。
- 1941年（昭和16年）- 国民学校令施行に伴い、「一関国民小学校」に改称[5]。
- 1947年（昭和22年）-「一関町立一関小学校」に改称。
- 1948年（昭和23年）
  - 3月 - 町村合併に伴い、所在地が一関市となり「一関市立」に改称[3]。
  - 11月 - 給食の提供開始[3]。
- 1959年（昭和34年）4月1日 - 一関市立南小学校区に一関6区・7区、台東区、薬師沢区を編入[3]。
- 1965年（昭和40年）
  - 鉄筋コンクリート造3階建ての第一校舎を落成[2]。
  - 3月31日 - 本校と狐禅寺小学校が、統合に伴い閉校[7][4]。
  - 4月1日 - 新制の一関小学校として開校[3][4]。
- 1968年（昭和43年）
  - 3月3日 - 新校舎の落成式と記念祝賀会を挙行[3]。
  - 4月1日 - 現在地に移転[5][4]。
  - 4月 - 登校班による集団登校を開始[3]。
- 1968年度（昭和43年度）- 鉄骨造の体育館を落成[2]。
- 1975年（昭和50年）- 日本PTA連合会より受賞「全国表彰」[3]。
- 1979年度（昭和54年度）- 鉄筋コンクリート造3階建ての第二校舎を落成[2]。
- 1985年（昭和60年）- 岩手県教育表彰を受賞[3]。
- 1988年（昭和63年）- 日本水泳連盟より受賞「全国学童水泳優秀校」[3]。
- 1994年（平成6年）3月 - 校舎を大規模改修[3][5]。
- 2007年（平成19年）
  - 2月 - 体育館用トイレを設置[3]。
  - 7月 - 全国小学校陸上大会にて5年女子100m「県新記録」[3]。
- 2008年（平成20年）3月 - 耐震工事を実施[3]。
- 2010年（平成22年）4月 - 一関市教育委員会より「ことばの力を育てる研究」に指定（2年間）[3]。
- 2011年（平成23年）
  - 3月11日 - 東北地方太平洋沖地震により校舎が被災[8]。
  - 11月22日 - 優良PTA文部科学大臣表彰を受賞[3]。
- 2015年（平成27年）
  - 4月 - 給食を真滝学校給食センター提供に移行[3][9]。
  - 7月31日 - プールを改築[3]。
- 2016年（平成28年）8月21日 - 学校プール完成セレモニーを開催し、一関高専水泳部による模範演技を実施[3]。
- 2018年（平成30年）
  - 3月10日 - 駐車場工事を着工[3]。
  - 5月 - 新遊具を設置[3]。
  - 12月 - コンピュータ室と図書室を改修[3]。

## 学校目標

### 教育目標
- よく学び工夫する子ども
- 健康であかるい子ども
- きまりを守り助け合う子ども
- 責任をもちやりぬく子ども

### 特色ある教育活動
- 心の教育の充実、学力向上
- 健康づくり、体育・文化的活動の充実
- 外国語活動・国際理解教育の充実
- 健全育成を図るPTA活動
- 地域連携

出典：

## 学校活動
主な学校活動（行事）のみ掲載。
1学期
- 4月 - 紹介式、入学式、始業式、1年生を迎える会
- 5月 - 運動会
- 6月 - 芸術鑑賞教室
- 7月 - 終業式（夏休み）

2学期
- 8月 - 始業式
- 9月 - 宿泊学習（5年生）、一関地方児童生徒独唱大会、一関地方小学校陸上競技大会　修学旅行 (6年生)
- 10月 - なし
- 11月 - 音楽発表会
- 12月 - 終業式（冬休み）

3学期
- 1月 - 始業式
- 2月 - なし
- 3月 - 6年生を送る会、修了式、卒業式（春休み）、離任式

## 付属施設
主な施設のみ掲載。
- 体育館（969 m2[1]）- 鉄骨造平屋建て[2]
- 屋外プール
- 校庭（11,415 m2[1]）
- わかばクラブ（放課後児童クラブ）

## 児童・学級数
2000年度以降の児童数と学級数。
| 年度                                          | 児童数    | 増減 | 学級数  | 増減 | 出典   | 備考                          |
| --------------------------------------------- | --------- | ---- | ------- | ---- | ------ | ----------------------------- |
| 2000（平成12）年度                            | 699       |      | 20      |      | [ 12 ] |                               |
| 2001（平成13）年度                            | 705       | 6    | 21      | 1    | [ 13 ] |                               |
| 2002（平成14）年度                            | 686       | －19 | 19      | －2  | [ 14 ] |                               |
| 2003（平成15）年度                            | 688（1）  | 2    | 20（1） | 1    | [ 15 ] | 開校130周年、特別支援学級設置 |
| 2004（平成16）年度                            | 662（2）  | －26 | 20（1） | 0    | [ 16 ] |                               |
| 2005（平成17）年度                            | 697（3）  | 35   | 21（1） | 1    | [ 17 ] |                               |
| 2006（平成18）年度                            | 687（2）  | －10 | 20（1） | －1  | [ 18 ] |                               |
| 2007（平成19）年度                            | 683（2）  | －4  | 21（1） | 1    | [ 19 ] |                               |
| 2008（平成20）年度                            | 682（8）  | －1  | 23（2） | 2    | [ 20 ] |                               |
| 2009（平成21）年度                            | 650（12） | －32 | 23（3） | 0    | [ 21 ] |                               |
| 2010（平成22）年度                            | 651（13） | 1    | 23（3） | 0    | [ 22 ] |                               |
| 2011（平成23）年度                            | 640（17） | －11 | 23（3） | 0    | [ 23 ] |                               |
| 2012（平成24）年度                            | 664（14） | 24   | 24（3） | 1    | [ 24 ] |                               |
| 2013（平成25）年度                            | 645（11） | －19 | 23（3） | －1  | [ 24 ] | 開校140周年                   |
| 2014（平成26）年度                            | 663（11） | 18   | 24（2） | 1    | [ 24 ] |                               |
| 2015（平成27）年度                            | 661（12） | －2  | 23（2） | －1  | [ 24 ] |                               |
| 2016（平成28）年度                            | 637（11） | －24 | 22（2） | －1  | [ 24 ] |                               |
| 2017（平成29）年度                            | 635（15） | －2  | 21（3） | －1  | [ 24 ] |                               |
| 2018（平成30）年度                            | 634（18） | －1  | 22（4） | 1    | [ 24 ] |                               |
| 2019（令和元）年度                            | 611（17） | －23 | 21（3） | －1  | [ 24 ] |                               |
| 2020（令和2）年度                             | 602（19） | －9  | 23（5） | 2    | [ 24 ] |                               |
| 2021（令和3）年度                             | 628（21） | 26   | 24（5） | 1    | [ 24 ] |                               |
| 2022（令和4）年度                             | 614（23） | －14 | 24（5） | 0    | [ 24 ] |                               |
| 2023（令和5）年度                             | 614（28） | 0    | 24（5） | 0    | [ 3 ]  | 開校150周年                   |
| ※児童数・学級数内の（）は特別支援児童・学級数 |           |      |         |      |        |                               |

## 学区
一関市立桜町中学校（一関市三関）の学区と同一。
- 一関市
  - 一関1区 - 4区、12区 - 18区
  - 関が丘1区、2区、5区、6区
  - 銀座区、大町区
- 一関市真滝
  - 三関1区 - 4区
  - 真滝2区 - 6区
  - 真滝9区（一部）

## アクセス
吸川沿い、一関青果市場が付近に立地している。
鉄道
- 一ノ関駅（JR東日本：東北新幹線・東北本線・大船渡線）から車で約2分、徒歩で約6分

バス
- 「一関小学校前」バス停（岩手県交通・一関市営バス）から徒歩で約1分

自動車
- 県道19号と市道のイオンスーパーセンター一関店前の交差点（一関市中里字荒谷）から市道経由で約3分

## 周辺
- いちのせき斎場エヴァホールいちのせき
- 公文式一関小前教室
- 一関青果市場
- 東口体育館